# Encyclia pilosa
Encyclia pilosa är en orkidéart som först beskrevs av Charles Schweinfurth, och fick sitt nu gällande namn av Germán Carnevali och Ivón Mercedes Ramírez Morillo. Encyclia pilosa ingår i släktet Encyclia och familjen orkidéer. Inga underarter finns listade i Catalogue of Life.